# أوزاعية
الأوزاعية ينسب هذا المذهب الفقهي إلى عبد الرحمن بن عمرو الأوزاعي، نسبةً إلى محلة الأوزاع في دمشق. وقد ذاع صيته في بلاد الشام في النصف الأول من القرن الثاني الهجري (القرن الثامن)، وكانت فترة بروزه في زمن التابعين، إلا أنه يُعد من طبقة تبع التابعين، إذ عاصر جمعاً من التابعين وروى عنهم، كعطاء بن أبي رباح، ومكحول، والزهري، ومحمد بن سيرين، ونافع مولى ابن عمر، وغيرهم. وقد استطاع الأوزاعي أن يُنشئ مذهباً فقهياً مستقلاً له أصوله ومناهجه، ساد الشام مدة من الزمن، ثم اندثر لاحقاً بانحسار أتباعه وظهور المذاهب الفقهية الأخرى.
انتشر مذهب الأوزاعي في أمصار إسلامية عديدة، وعمل به في القضاء وغيره، وصار له فيه أتباع ومقلدون، ونصره جماعة من العلماء في الشام، وتفقه به الناس هناك مدة مئتي سنة، كذلك قام به طائفة من العلماء في بلاد المغرب إلى الأندلس، وانتشر ثُمَّ زُهَاءَ خمسين سنة، ثم تراجع أمام مذهبي مالك والشافعي. وقد نشر الأوزاعي علمه ومذهبه في الشام بنفسه، وساهم في شيوعه تلاميذه وفي مقدمتهم: إسماعيل بن عبد الله بن سماعة، وسعيد ابن عبد العزيز، وعبد الحميد بن حبيب بن أبي العشرين، ومحمد بن شعيب، والهِقْل بن زياد، والوليد بن مزيد.

## نبذة عن مؤسس المذهب
هو شيخ الإسلام أبو عمرو عبد الرحمن بن عمرو بن يحمد الأوزاعي، إمام أهل الشام وإمام أهل زمانه، بشهادة أقرانه، ولد سنة 88هـ وتوفي سنة 157هـ، ونشأ في قرية الكرك من قرى بعلبك. توفي أبوه وهو صغير وربته أمه وتنقلت به بين البقاع ودمشق، سكن في محلة الأوزاع عند باب الفراديس ويعرف بباب العمارة. طلب العلم في بلاد الشام وبلاد اليمامة والحرمين والعراق وتلقى من علماء أهل زمانه، وأكثر عن الزهري ومكحول وحسان بن عطية وغيرهم، وتلقى منه جمع كثير من الأئمة والعلماء. وتعجب العلماء من أدبه مع نفسه، وكان أول فتياه سنة 113هـ وعمره خمسة وعشرون عاماً، ثم بلغ مراتب الراسخين في العلم. وله مواقف خالدة في النصح للأمة، انتقل من دمشق إلى بيروت مرابطاً بها وتوافد عليه طلابه، وفي عام 130هـ أصابت الرجفة بيروت فحدث فيها حريق جاء على كتبه. وقد جاءه بعض تلاميذه بنسخة منها فلم يلتفت إليها. أحبه الناس وحضر جنازته خلق كثير، وصلى عليه المسلمون، والأقباط، واليهود في جمع غفير.

## أصول المذهب
اعتمد الأوزاعي في مذهبه على الأصول المعتبرة عن السلف من الصحابة وكبار التابعين، وكان من أئمة مدرسة أهل الأثر، الذين عُرف عنهم ترك الرأي إذا وُجد النص من رسول الله ﷺ أو أثر عن أحد أصحابه، ومن هؤلاء: الخلفاء الأربعة، وعبد الله بن عباس، وعبد الله بن عمرو بن العاص، وأبو هريرة، وعائشة، وحفصة، وأم سلمة، وأم حبيبة، ومعاذ بن جبل الذي انتقل من اليمن إلى الشام، وكبار التابعين كسعيد بن المسيب، وعطاء بن أبي رباح، ومكحول، وقد أخذ عنهم الزهري، وحسان بن عطية، وعن حسان أخذ الأوزاعي حتى انتهى إليه علم أهل الشام. كما تلقى عن يحيى بن أبي كثير باليمامة، ومن علماء الحجاز وغيرهم، حتى صار من أئمة الإسلام المقتدى بهم.
وتتمثل أصول مذهبه في:
1. القرآن الكريم
2. السنة النبوية
3. الإجماع
4. أقوال الصحابة
5. القياس[5]

## منهج الأوزاعي في استنباط الأحكام
اعتمد عبد الرحمن الأوزاعي في منهجه الفقهي على القرآن أولاً، ثم على السنة النبوية، وكان يستنبط الأحكام منهما ما وجد إلى ذلك سبيلاً، فإذا لم يجد دليلاً صريحاً انتقل إلى غيرهما من الأدلة الشرعية حسب قوة الدليل. وكان يرى أن الإجماع حجة معتبرة، وقد قال بحجية أنواعه، لكنه قدّم إجماع الخاصة من العلماء على إجماع العامة، كما كان يستشهد بإجماع العامة لتقوية ما ذهب إليه من الأحكام دون أن يبني الحكم عليه وحده. كما اعتمد الإمام على القياس، واحتج بقول الصحابي ولم يكن يترك العمل به بعد الكتاب والسنة إذا وجد إلى ذلك سبيلاً. واحتج كذلك بسد الذرائع في بعض المواضع، لكنه لم يأخذ به على الإطلاق، بل خالف غيره من الفقهاء في عدد من المسائل التي استُعمل فيها هذا الأصل. وأما الاستصحاب فقد استدل به في بعض أحكامه، كما اجتهد برأيه في بعض المسائل التي لم يجد فيها نصاً واضحاً، إلا أنه لم يُعرف عنه أنه احتج بالاستحسان، ولم يُنقل له قول في مسألة احتج فيها بهذا الأصل.

## خصائص مذهب الأوزاعي
امتاز مذهب الأوزاعية بعدة خصائص بارزة، من أهمها اعتماده الكبير على الأثر، فقد قال فيه الشافعي: «مَا رَأَيْتُ رَجُلاً أَشْبَهَ فِقْهُهُ بِحَدِيثِهِ مِنَ الأَوْزَاعِيّ». ولم يكن يتوسع في القياس كأبي حنيفة، كما لم يرَ حجية عمل أهل المدينة كما عند مالك، وتميز الأوزاعي كذلك بالرفق والحلم على المتعلمين، والسماحة على الأمة. وكان يجتهد برأيه اجتهاداً مبنياً على القرآن والسنة. ومن العوامل التي أدت إلى انحسار مذهبه قلة التأليف عند تلاميذه، بالإضافة إلى مرابطته في بيروت التي لم تكن كمثل المدينة أو بغداد مركز الدولة العباسية، مما حدّ من انتشار مذهبه. بينما وجدنا امتداداً واضحاً لمدرسة أهل الأثر عند الأئمة الشافعي ومالك وأحمد بن حنبل، من خلال العناية بالتدوين والتأليف.

## انتشار المذهب وانحساره
انتشر مذهب الأوزاعي انتشارًا واسعًا في بلاد الشام (لبنان، سوريا، الأردن، فلسطين) لأكثر من مئتي عام، واستمر العمل به في بلاد المغرب والأندلس لنحو أربعين سنة بعد وفاته. وكان تلامذته وأتباعه ينشرون مذهبه، وقد اطّلع عدد من العلماء على مؤلفاته، منهم ابن حبان الذي عاش بين عامي 270هـ و354هـ.
غير أنّ المذهب أخذ في الانحسار لأسباب عدة، أبرزها:
1. تحوّل بعض تلامذته بعد وفاته إلى الأئمة الأحياء طلبًا للعلم، مثل: مالك بن أنس، وعبد الله بن المبارك، وسفيان الثوري، وسفيان بن عيينة، والليث بن سعد، ومحمد بن إدريس الشافعي.
2. تغيّر الظروف السياسية وتبدّل توجهات الحكام، مما أدى إلى تقريب أتباع مذاهب معينة وإقصاء غيرهم.
3. إقامة الأوزاعي في بيروت مرابطًا في أواخر عمره، وعدم كثرة خروجه منها إلا لحج أو غزو أو طلب من الخليفة أو الوالي، مما قلّل من انتشار علمه ومذهبه في سائر الأمصار.
4. تأخّر حركة النسخ في عصره، وفقدان عدد كبير من كتبه نتيجة الزلزال الذي ضرب بلاد الشام.
5. قرار الحكم بن هشام، حاكم الأندلس، بعد أربعين سنة من انتشار مذهب الأوزاعي، بالتحوّل إلى المذهب المالكي، مما ساهم في اندثار المذهب في المغرب والأندلس، وكان مذهب الأوزاعي قد دخل الأندلس عن طريق صعصعة بن سلام الشامي.[8]

وقد ذكر مالك واقع المذاهب الفقهية في زمانه، فقال كما رواه الطبري بسنده عن إبراهيم بن حماد الزهري: «قال لي المهدي: يا أبا عبد الله، ضع كتابًا لأحمل الأمة عليه. فقلت: يا أمير المؤمنين، أما هذا الصفع - وأشار إلى المغرب - فقد كفيتكه، وأما الشام فقيههم الذي قد علمته - يعني الأوزاعي -، وأما أهل العراق فهم أهل العراق».
وقال الشمس الذهبي: «كان مذهب الأوزاعي ظاهرًا بالأندلس إلى حدود العشرين ومائتين، ثم تناقص واشتهر مذهب مالك بيحيى بن يحيى الليثي. وكان مذهب الأوزاعي أيضًا مشهورًا بدمشق إلى حدود الأربعين وثلاثمائة، وكان القاضي أبو الحسن بن حذلم له حلقة بجامع دمشق ينتصر فيها لمذهب الأوزاعي». وقال أيضًا: «كان أهلُ الشامِ، ثمَّ أهلُ الأندلسِ على مذهب الأوزاعي مدةً مِن الدهرِ، ثمَّ فَنِيَ العارفون به، وبقي منه ما يُوجدُ في كتَبِ الخلافِ».
وقال ابن حجر العسقلاني: «وقال أبو عبد الملك القُرطبي في "تاريخه": كانت الفتيا تدور بالأندلس على رأي الأوزاعي إلى زمن الحَكَم بن هشام». وقال التاج السبكي: «إنه لم يكن يلي الإمامة والقضاء والخطابة لأهل الشام إلا أوزاعي المذهب على رأي الإمام الأوزاعي، وذلك قبل ظهور المذهب الشافعي». وقال ابن كثير الدمشقي: «بَقِيَ أَهْلُ الشَّامِ وَمَا حَوْلَهَا مِنَ الْبِلَادِ عَلَى مَذْهَبِهِ نَحْوًا مِنْ مِائَتَيْ سَنَةٍ». وكان آخر من عمل بمذهبه قاضي دمشق أحمد بن سليمان بن حذلم (ت. 347 هـ)، الذي كانت له حلقة علمية بجامع دمشق يدرّس فيها المذهب.